# Кевін Медіна
Кевін Медіна (ісп. Kevin Medina, нар. 9 березня 1993, Богота) — колумбійський футболіст, захисник азербайджанського клубу «Карабах».

## Ігрова кар'єра
У дорослому футболі дебютував 2014 року виступами за команду «Навал», в якій провів один сезон, взявши участь у 9 матчах третього дивізіону чемпіонату Португалії. В подальшому грав у цьому ж дивізіоні за клуби «Моура», «Сінтренсе» та «Піньялновенсе».
Своєю грою за останню команду привернув увагу представників тренерського штабу друголігового клубу «Академіку» (Візеу), до складу якого приєднався влітку 2018 року. Відіграв за команду наступний сезон своєї ігрової кар'єри. Більшість часу, проведеного у складі команди, був основним гравцем захисту команди.
Влітку 2019 року уклав контракт з іншим клубом Сегунди, «Шавішем», у складі якого провів наступний рік своєї кар'єри гравця.
19 липня 2020 року Медіна підписав трирічний контракт з азербайджанським «Карабахом». З командою став чотириразовим чемпіоном Азербайджану та дворазовим володарем національного кубка. Станом на 20 серпня 2025 року відіграв за команду з Агдама 98 матчів у національному чемпіонаті.

## Статистика виступів

### Статистика клубних виступів
Станом на 20 листопада 2024
| Сезон                         | Команда                       | Чемпіонат                     | Чемпіонат | Чемпіонат | Національний кубок | Національний кубок | Національний кубок | Континентальні кубки | Континентальні кубки | Континентальні кубки | Інші змагання | Інші змагання | Інші змагання | Усього | Усього |
| Сезон                         | Команда                       | Ліга                          | Ігор      | Голів     | Ліга               | Ігор               | Голів              | Ліга                 | Ігор                 | Голів                | Ліга          | Ігор          | Голів         | Ігор   | Голів  |
| ----------------------------- | ----------------------------- | ----------------------------- | --------- | --------- | ------------------ | ------------------ | ------------------ | -------------------- | -------------------- | -------------------- | ------------- | ------------- | ------------- | ------ | ------ |
| 2014-січ. 2015                | «Навал»                       | ЧП (ІІІ)                      | 9         | 2         | КП                 | 0                  | 0                  |                      | -                    | -                    |               | -             | -             | 9      | 2      |
| січ.-черв. 2015               | «Моура»                       | ЧП (ІІІ)                      | 13        | 2         | КП                 | -                  | -                  |                      | -                    | -                    |               | -             | -             | 13     | 2      |
| 2015–16                       | «Моура»                       | ЧП (ІІІ)                      | 19        | 1         | КП                 | 0                  | 0                  |                      | -                    | -                    |               | -             | -             | 19     | 1      |
| 2016–17                       | «Моура»                       | ЧП (ІІІ)                      | 29        | 0         | КП                 | 0                  | 0                  |                      | -                    | -                    |               | -             | -             | 29     | 0      |
| Усього за «Моуру»             | Усього за «Моуру»             | Усього за «Моуру»             | 61        | 3         |                    | 0                  | 0                  |                      | -                    | -                    |               | -             | -             | 61     | 3      |
| 2017-січ. 2018                | «Сінтренсе»                   | ЧП (ІІІ)                      | 13        | 0         | КП                 | 2                  | 0                  |                      | -                    | -                    |               | -             | -             | 15     | 0      |
| січ.-черв. 2018               | «Піньялновенсе»               | ЧП (ІІІ)                      | 12        | 1         | КП                 | -                  | -                  |                      | -                    | -                    |               | -             | -             | 12     | 1      |
| 2018–19                       | «Академіку» (Візеу)           | СЛ (ІІ)                       | 31        | 1         | КП+КЛ              | 2+1                | 0                  |                      | -                    | -                    |               | -             | -             | 34     | 1      |
| лип.-серп. 2019               | «Академіку» (Візеу)           | СЛ (ІІ)                       | 3         | 0         | КП+КЛ              | 0+1                | 0                  |                      | -                    | -                    |               | -             | -             | 4      | 0      |
| Усього за «Академіку» (Візеу) | Усього за «Академіку» (Візеу) | Усього за «Академіку» (Візеу) | 34        | 1         |                    | 4                  | 0                  |                      | -                    | -                    |               | -             | -             | 38     | 1      |
| серп. 2019–20                 | «Шавіш»                       | СЛ (ІІ)                       | 13        | 0         | КП+КЛ              | 3+2                | 1+0                |                      | -                    | -                    |               | -             | -             | 18     | 1      |
| 2020–21                       | «Карабах»                     | ПЛ                            | 20        | 0         | КА                 | 4                  | 0                  | ЛЧ+ЛЄ                | 3+6                  | 0                    |               | -             | -             | 33     | 0      |
| 2021–22                       | «Карабах»                     | ПЛ                            | 23        | 1         | КА                 | 4                  | 0                  | ЛК                   | 14                   | 0                    |               | -             | -             | 41     | 1      |
| 2022–23                       | «Карабах»                     | ПЛ                            | 23        | 0         | КА                 | -                  | -                  | ЛЧ+ЛЄ                | 4+2                  | 1+0                  |               | -             | -             | 29     | 1      |
| 2023–24                       | «Карабах»                     | ПЛ                            | 15        | 0         | КА                 | -                  | -                  | ЛЧ+ЛЄ                | 3+10                 | 0+1                  |               | -             | -             | 28     | 1      |
| 2024–25                       | «Карабах»                     | ПЛ                            | 6         | 1         | КА                 | 0                  | 0                  | ЛЧ+ЛЄ                | 6+3                  | 0                    |               | -             | -             | 15     | 1      |
| Усього за «Карабах»           | Усього за «Карабах»           | Усього за «Карабах»           | 87        | 2         |                    | 8                  | 0                  |                      | 51                   | 2                    |               | -             | -             | 146    | 4      |
| Усього за кар'єру             | Усього за кар'єру             | Усього за кар'єру             | 229       | 9         |                    | 19                 | 1                  |                      | 51                   | 2                    |               | -             | -             | 299    | 12     |

## Титули і досягнення
- Чемпіон Азербайджану (4):

«Карабах»: 2021/22, 2022/23, 2023/24, 2024/25
- Володар Кубка Азербайджану (2):

«Карабах»: 2021/22, 2023/24